# Delago-kőfülke
A Delago-kőfülke a Duna–Ipoly Nemzeti Park területén lévő Pilis hegységben, az Oszolyon található egyik barlang. Sziklamászók által gyakran látogatott kőfülke.

## Leírás
Csobánka külterületén, Margit-ligeten, az Oszoly egyik sziklafalában helyezkedik el természetes jellegű, nyugatra néző bejárata. Az oszolyi Delago-sziklafaltól északra indulva az ösvényen, 115 méter után egy kelet felé leágazó ösvényt lehet elérni, amelyen balra fordulva, 15 méter után érhető el a barlangbejárat. A 4 méter hosszú kőfülke bejárata körülbelül 3,5 méter magas és 3,5 méter széles.
Felső triász fehér tömött vastagpados dachsteini mészkőben jött létre. Korróziós mikroformák figyelhetők meg az egyetlen fülkéből álló barlang falain. A járattalp vízszintes, kitöltése kőtörmelék, avar és humusz. Sziklamászók gyakran látogatják a néhány fő bivakolására alkalmas kőfülke aláhajló részét.
1990-ben volt először Delago-kőfülke néven leírva a barlang. Előfordul irodalmában Delagó-kőfülke (Kárpát 1991) néven is.

## Kutatástörténet
Az 1967-ben napvilágot látott Pilis útikalauz című könyvben az jelent meg, hogy az Oszoly Csobánkára néző, Ny-i oldalán, az erdővel körülvett mészkősziklák között több jelentéktelen üreg található. Az 1969. évi Karszt- és Barlangkutatási Tájékoztatóban publikált közlemény szerint 1969 augusztusában a Szpeleológia Barlangkutató Csoport a Kevélyekben szervezett tábor során fix pontokat helyezett el az Oszoly és az Oszoly-oldal 8 kisebb-nagyobb üregében.
Az 1974-ben megjelent Pilis útikalauz című könyvben, a Pilis hegység és a Visegrádi-hegység barlangjainak jegyzékében (19–20. old.) meg van említve, hogy a Pilis hegység és a Visegrádi-hegység barlangjai között vannak az Oszoly barlangjai. A Pilis hegység barlangjait leíró rész szerint a Csobánka felett emelkedő Oszoly sziklái között másféltucat kis barlang van. Ezeket a Szpeleológia Barlangkutató Csoport térképezte fel és kutatta át rendszeresen. E kis barlangok többsége nem nagyon látványos, de meg kell említeni őket, mert a turisták, különösen a sziklamászók által rendszeresen felkeresett Oszoly sziklafalaiban, valamint azok közelében némelyikük kitűnő bivakolási lehetőséget nyújt.
1990-ben Kárpát József rajzolt egy áttekintő térképet, amelyen megfigyelhető az oszolyi sziklamászó-iskola barlangjainak földrajzi elhelyezkedése. Ezen a térképen látható a Delago-kőfülke földrajzi elhelyezkedése. Az 1991-ben megjelent útikalauzban meg van ismételve az 1974-es útikalauzban lévő leírás, amely az Oszoly barlangjait általánosan ismerteti. A Kárpát József által írt 1991-es összeállításban meg van említve, hogy a Delagó-kőfülke (Csobánka) 3 m hosszú és nincs mélysége. Az 1996. évi barlangnapi túrakalauzban meg van ismételve az 1991-ben kiadott útikalauzban található leírás, amely az Oszoly barlangjait általánosan ismerteti.
1997. június 6-án Kárpát József 1990-es oszolyi áttekintő térképe alapján Kraus Sándor rajzolt helyszínrajzot, amelyen az oszolyi sziklacsoportok D-i részén lévő barlangok földrajzi elhelyezkedése van ábrázolva. A rajzon megfigyelhető a Delagó-kőfülke földrajzi helyzete. 1997. június 6-án Regős József mérte fel és a felmérés alapján 1997. június 7-én Kraus Sándor rajzolt alaprajz térképet keresztmetszettel. Kraus Sándor 1997. évi beszámolójában az olvasható, hogy a korábban ismert Delagó-kőfülke nevű barlangnak 1997 előtt nem volt térképe, de 1997-ben ez a hiány pótolva lett. A jelentésbe bekerült az 1997-es helyszínrajz. A 2005-ben megjelent Magyar hegyisport és turista enciklopédia című könyvben meg van említve, hogy az Oszoly erdejében elszórtan sziklatömbök és kis barlangnyílások váltogatják egymást.